# Toxicodryas blandingii
Espèce
Synonymes
- Dipsas blandingii Hallowell, 1844
- Dipsas fasciatus Fischer, 1856
- Dipsas valida Fischer, 1856
- Dipsas globiceps Fischer, 1856

Statut de conservation UICN

LC : Préoccupation mineure
Toxicodryas blandingii  est une espèce de serpents de la famille des Colubridae. Il est parfois, de manière vernaculaire, appelé Boiga de Blanding ou Serpent des arbres de Blanding.

## Description
Longueur habituelle entre 100 cm et 180 cm, maximum 245 cm. La tête est très large, triangulaire, avec un cou bien marqué. Le corps est allongé et comprimé latéralement. L'œil est grand avec une pupille verticale. La coloration dorsale présente des différences habituellement très marquées entre les mâles et les femelles d'une part, entre les juvéniles et les adultes d'autre part. Cela rend son identification complexe. Les mâles ont le dessus du corps noir satiné, le dessous jaunâtre et les écailles labiales jaunes bordées de noir. Les femelles ont le dessus du corps brun clair avec une quarantaine de tâches brun foncé régulièrement espacées sur toute la longueur de l'animal. Les juvéniles des deux sexes sont brun avec des taches foncées transversales souvent bordées ou centrées de clair. Nocturne, il se nourrit d'oiseaux, de chauves-souris et de lézards. Il est opisthoglyphe et son venin est neurotoxique. Sa morsure est potentiellement dangereuse bien qu’aucun mort ne lui soit encore clairement attribué.
L'holotype de Toxicodryas blandingii mesure 160 cm dont 40 cm pour la queue. Son corps est jaune clair.
On peut le distinguer de T. pulverulenta par le fait qu'il a 19 rangs d'écailles dorsales, contrairement à T. blandigii qui en a 21 à 25.

## Répartition et habitat
Cette espèce se rencontre dans l'ouest du Kenya, en Ouganda, au Soudan, au Soudan du Sud, en Angola, au Gabon, au Cameroun, en Guinée équatoriale, en République centrafricaine, au Nigeria, au Sénégal, en Guinée-Bissau, en Gambie, au Bénin, au Togo, au Ghana, en Côte d'Ivoire, au Liberia, au Sierra Leone, en Guinée, en République démocratique du Congo, en République du Congo et en Zambie,.  
Ce serpent est uniquement présent en forêt, notamment dans des zones denses, où la végétation est haute. En effet, l’espèce affectionne les grands arbres.

## Étymologie
Cette espèce est nommée en l'honneur de William Blanding (1772-1857).

## Publication originale
- Hallowell, 1844 : Description of new species of African reptiles. Proceedings of the Academy of Natural Sciences of Philadelphia, vol. 2 p. 169-172 (texte intégral).